# Delfines del Carmen
Para el equipo de fútbol, véase Delfines Fútbol Club.
Los Delfines del Carmen fue un equipo que participó en la Liga Mexicana de Béisbol con sede en Ciudad del Carmen, Campeche, México.

## Historia
El miércoles 23 de noviembre de 2011 se anunció su ingreso al circuito. Comenzaron su historia dentro del béisbol mexicano, tras autorizarse la compra de los Tecolotes de Nuevo Laredo por parte del empresario colombiano, Dr. Carlos Mejía Berrio, quien se convirtió en propietario de los cetáceos.
Los Delfines del Carmen ingresaron a la LMB en la temporada 2012, y tienen su sede en el Estadio Resurgimiento el cual es propiedad de la Universidad Autónoma del Carmen.
De esta manera, el estado de Campeche cuenta con dos organizaciones dentro del béisbol profesional de México, ya que hace poco sólo contaban con los Piratas de Campeche, novena que juega en el parque Nelson Barrera Romellón de la Ciudad de las Murallas, siendo con Coahuila los únicos estados con más de un equipo profesional de béisbol en la liga de verano.
Los Delfines del Carmen debutaron como locales el domingo 18 de marzo de 2012, en la gran inauguración de la Liga Mexicana de Béisbol en el Estadio Resurgimiento ante los Olmecas de Tabasco, quienes serán los encargados de devolverles la visita ya que previamente el sábado 17 habrían jugado con ellos en la ciudad de Villahermosa, Tabasco.
En 2013 llegarían a su primer postemporada en su corta historia, en donde caerían en la primera ronda ante los Rojos del Águila de Veracruz al perder la serie 1-3.
Para la temporada 2014 jugarían el partido del Comodín ante los Guerreros de Oaxaca a los que vencieron 4 carreras a 3, gracias a un cuadrangular de Gilberto Mejía para empatar en la novena entrada y después vendría Carlos Morales con un hit oportuno para dejar en el terreno a Oaxaca y así pasar a la primera ronda de play off. Su rival serían los Tigres de Quintana Roo con los que cayeron en 5 juegos. 
Como dato curioso, el primer jugador extranjero contratado por la organización carmelita es el lanzador venezolano Víctor Moreno.
La directiva está confomada por El Dr. Carlos Mejía presidente del Consejo de Administración, Jaime Torres vicepresidente, Hugo Catrain presidente ejecutivo, Gabriel Lozano gerente general y Carlos Martínez, gerente administrativo.
El dominicano Félix Fermín fue el mánager del equipo en su temporada de debut en la LMB.

### Desaparición
El martes 1 de noviembre de 2016 en la Asamblea de Presidentes de la Liga Mexicana de Béisbol, se aprobó, sujeto al cumplimiento de una serie de requisitos, el cambio de plaza del club Delfines del Carmen a la ciudad de Durango, en donde el Ing. Virgilio Ruiz Isassi se mantendría al frente del club de los ahora llamados Generales de Durango.

## Estadio
Los Delfines juegan en el Estadio Resurgimiento ubicado en Ciudad del Carmen, Campeche, México.
Dicho inmueble es propiedad de la Universidad Autónoma del Carmen.

## Jugadores

### Roster actual
Actualizado al 27 de agosto de 2016.
| Delfines del Carmen Roster 2016          |    |                                    |                        |
| C U E R P O T É C N I C O                |    |                                    |                        |
| Mánager                                  | 35 | Bandera de Puerto Rico             | Orlando Sánchez        |
| Coach de Pitcheo                         | 40 | Bandera de México                  | Jesús Moreno           |
| Coach de Bateo                           | 17 | Bandera de México                  | Lorenzo Buelna         |
| J U G A D O R E S                        |    |                                    |                        |
| L A N Z A D O R E S                      |    |                                    |                        |
| Batea: D / Tira: D                       | 1  | Bandera de México                  | Adrián Garza           |
| Batea: D / Tira: D                       | 5  | Bandera de México                  | Jesús Sánchez          |
| Batea: D / Tira: D                       | 20 | Bandera de México                  | Isaac Castro           |
| Batea: D / Tira: D                       | 23 | Bandera de México                  | Erubiel González       |
| Batea: Z / Tira: Z                       | 27 | Bandera de México                  | Luis Enrique Rodríguez |
| Batea: D / Tira: D                       | 29 | Bandera de México                  | Gerardo García         |
| Batea: D / Tira: D                       | 31 | Bandera de México                  | Mauricio Ávila         |
| Batea: D / Tira: D                       | 34 | Bandera de México                  | Vanny Valenzuela       |
| Batea: D / Tira: D                       | 37 | Bandera de México                  | Oscar Hurtado          |
| Batea: Z / Tira: Z                       | 38 | Bandera de Estados Unidos          | Christian Meza         |
| Batea: D / Tira: D                       | 44 | Bandera de México                  | Gaudencio Aguirre      |
| Batea: D / Tira: D                       | 57 | Bandera de México                  | Benjamín Sandoval      |
| Batea: Z / Tira: Z                       | 82 | Bandera de la República Dominicana | Ramón García           |
| Batea: D / Tira: Z                       | 92 | Bandera de México                  | Oscar Armenta          |
| Batea: D / Tira: D                       | 99 | Bandera de México                  | Oswaldo Pacheco        |
| R E C E P T O R E S                      |    |                                    |                        |
| Batea: D / Tira: D                       | 7  | Bandera de México                  | Eduardo Dehesa         |
| Batea: D / Tira: D                       | 13 | Bandera de México                  | Isidro Piña            |
| Batea: Z / Tira: D                       | 15 | Bandera de México                  | Francisco Rivera       |
| Batea: D / Tira: D                       | 63 | Bandera de México                  | Abraham González       |
| J U G A D O R E S D E C U A D R O        |    |                                    |                        |
| Parador en corto - Batea: Z / Tira: D    | 2  | Bandera de México                  | Javier Salazar         |
| Parador en corto - Batea: D / Tira: D    | 8  | Bandera de México                  | Hiram Martínez         |
| Primera base - Batea: Z / Tira: D        | 10 | Bandera de México                  | Jesús Rivera           |
| Segunda base - Batea: A / Tira: D        | 12 | Bandera de la República Dominicana | Gilberto Mejía         |
| Parador en corto - Batea: D / Tira: D    | 25 | Bandera de México                  | Horacio Vásquez        |
| Primera base - Batea: D / Tira: D        | 39 | Bandera de México                  | Carlos Morales         |
| Tercera base - Batea: D / Tira: D        | 65 | Bandera de Venezuela               | Jairo Pérez            |
| Tercera base - Batea: D / Tira: D        | 72 | Bandera de México                  | Erick Sandoval         |
| J A R D I N E R O S                      |    |                                    |                        |
| Jardinero izquierdo - Batea: D / Tira: D | 3  | Bandera de México                  | Adán Velázquez         |
| Jardinero derecho - Batea: Z / Tira: D   | 26 | Bandera de México                  | Jesús Loya             |
| Jardinero central - Batea: D / Tira: D   | 36 | Bandera de Cuba                    | Yanier Herrera         |
| Jardinero central - Batea: D / Tira: D   | 58 | Bandera de México                  | Enrique Trujillo       |

 =  Cuenta con nacionalidad mexicana. 

### Jugadores destacados
- Alex Valdez. (Primer jugador de la franquicia en batear el ciclo).[11]
- Mario González. (Primer lanzador en la historia de los Delfines en lanzar un juego completo de 9 entradas).[12]
- Rubén Mateo.

### Números retirados
Ninguno.

### Novatos del Año
- 2012  Adrián Garza.
- 2013  Vanny Valenzuela.

### Campeones Individuales

#### Campeones Bateadores
| Año | Nombre  | Porcentaje |
| --- | ------- | ---------- |
| NA  | Ninguno | NA         |

#### Campeones Productores
| Año | Nombre  | Producidas |
| --- | ------- | ---------- |
| NA  | Ninguno | NA         |

#### Campeones Jonroneros
| Año  | Nombre      | Jonrones |
| ---- | ----------- | -------- |
| 2013 | Rubén Mateo | 37       |

#### Campeones de Bases Robadas
| Año  | Nombre         | Bases |
| ---- | -------------- | ----- |
| 2012 | Freddy Guzmán  | 56    |
| 2013 | Freddy Guzmán  | 73    |
| 2014 | Gilberto Mejía | 49    |

#### Campeones de Juegos Ganados
| Año | Nombre  | Récord |
| --- | ------- | ------ |
| NA  | Ninguno | NA     |

#### Campeones de Efectividad
| Año | Nombre  | Porcentaje |
| --- | ------- | ---------- |
| NA  | Ninguno | NA         |

#### Campeones de Ponches
| Año | Nombre  | Ponches |
| --- | ------- | ------- |
| NA  | Ninguno | NA      |

#### Campeones de Juegos Salvados
| Año | Nombre  | Juegos |
| --- | ------- | ------ |
| NA  | Ninguno | NA     |